# Plutella balanopis
Plutella balanopis is een vlinder uit de familie koolmotten (Plutellidae). De wetenschappelijke naam van deze soort is voor het eerst geldig gepubliceerd in 1909 door Edward Meyrick.
De soort komt voor in tropisch Afrika.